# 스케어리 스토리: 어둠의 속삭임
《스케어리 스토리: 어둠의 속삭임》(영어: Scary Stories to Tell in the Dark)는 2019년 개봉한 미국의 공포 영화이다. 안드레 외브레달이 감독을, 기예르모 델 토로가 제작에 참여했다. 앨빈 슈워츠의 동명 공포 소설이 영화의 원작이다.

## 줄거리
1968년 할로윈 밤, 펜실베이니아주의 가상 마을 밀 밸리에서 십대 친구인 스텔라, 오기, 척은 전학생 라몬과 함께 벨로스 가족의 저주받은 집을 방문한다. 그들은 비밀의 방에서 가족의 딸인 사라 벨로스가 쓴 공포 소설책을 발견한다. 백색증으로 인해 배척당하고 마을 아이들이 의문의 죽음을 맞기 시작하자 마녀로 몰렸던 그녀는 1898년에 자살한 것으로 알려져 있다. 동네 불량배 토미는 척의 여동생 루스를 포함한 일행을 사라의 방에 가둔다. 토미가 떠난 후 자물쇠가 의문의 힘으로 열리고, 스텔라는 사라의 이야기책을 집으로 가져간다.
집으로 돌아온 스텔라는 이전에는 비어 있던 페이지에 피로 쓰인 "해롤드"라는 새로운 이야기를 발견한다. 근처 옥수수밭에서 술에 취한 토미는 이야기 속 해롤드(그의 가족의 허수아비)에게 쫓긴다. 해롤드는 토미의 등에 쇠스랑을 박아 그가 건초를 토하고 폭력적인 변신을 겪게 한다. 다음 날, 토미는 실종 신고된다. 스텔라와 라몬은 해롤드가 토미의 옷을 입고 있는 것을 발견한다.
스텔라와 라몬은 이야기책에 "엄지발가락"이라는 제목의 이야기가 저절로 쓰이는 것을 충격 속에 지켜본다. 이야기의 주인공인 오기는 무심코 시체 엄지발가락이 들어있는 스튜를 먹는다. 오기는 그 후 시체에 의해 침대 밑으로 끌려가 사라진다. 놀란 남은 친구들은 책을 파괴하려 하지만 소용이 없다. 벨로스 가족을 조사하던 중, 그들은 가정부 실비아 밥티스트가 사라에게 마법을 가르친 후 해고되었고, 나머지 가족들은 사라의 자살 후 모두 사라졌다는 것을 알게 된다. 그러나 그들의 이름은 모두 이야기 속에서 발견될 수 있는데, 이는 책, 혹은 사라가 그들을 죽였음을 암시한다.
루스를 주인공으로 하는 "붉은 반점"이라는 또 다른 새 이야기가 나타난다. 루스는 연극을 위해 화장을 하던 중, 뺨에 부어오른 거미 물림 부위를 찔러댄다. 물린 부위가 터지면서 수백 마리의 작은 거미들이 쏟아져 나온다. 루스는 구조되지만 정신적 충격을 받아 병원에 입원한다.
일행의 조사는 실비아 밥티스트의 딸인 노부인 루-루 밥티스트에게 이어진다. 그들은 사라가 벨로스 집에서 죽지 않았다는 것을 알게 된다. 대신, 그녀는 그녀의 오빠인 에프라임 벨로스 박사가 주치의로 있던 병원에서 목을 매달았다.
병원에서 일행은 사라의 오빠가 아이들을 죽였다고 자백하게 하기 위해 그녀에게 잔혹하게 전기충격 요법을 시행했음을 보여주는 기록들을 발견한다. 아이들의 죽음은 사실 가족의 제지 공장이 마을의 물을 수은으로 오염시켰기 때문이었고, 그래서 마을 사람들이 의심하자 그들은 사라에게 누명을 씌웠다. 척은 병원 경비를 피하려다 실수로 경보를 울려 복도를 악몽 속의 붉은 빛으로 가득 채운다. 녹음에서 사라가 "붉은 방"이라는 새로운 이야기를 내레이션하기 시작하는데, 척이 주인공이다. 척은 그 후 악몽 속의 유령인 페일 레이디에게 공격당해 구석에 몰리고, 그녀에게 흡수된다.
스텔라와 라몬은 경찰서장 터너에게 불법 침입으로 체포되는데, 터너는 라몬이 베트남 전쟁 병역 기피자임을 밝힌다. 라몬은 그의 형제가 입대했고 그의 시신이 조각조각으로 그들에게 돌아왔다고 밝힌다. 책은 "미 타이 도우티 워커"라는 새로운 이야기를 시작한다. 머리가 굴뚝으로 떨어지고 더 많은 신체 부위가 뒤따른다. 라몬은 다음 생물이 그가 어렸을 때 겁주었던 괴물인 쟁글리 맨이라는 것을 깨닫는다. 쟁글리 맨은 터너를 죽이고 라몬과 스텔라는 답을 찾기 위해 벨로스 집으로 도망친다. 스텔라는 과거로 돌아가고 라몬은 쟁글리 맨을 피하려 한다. 사라가 겪었던 학대의 경험을 살아가면서, 스텔라는 사라에게 사람들을 해치는 것을 멈추면 그녀의 무죄에 대한 진실을 말해주겠다고 약속한다. 스텔라는 자신의 피로 진정한 이야기를 쓰고, 사라와 그녀의 모든 괴물들이 사라진다.
스텔라는 약속을 지키며 사라의 삶에 대한 진실을 신문에 쓴다. 스텔라는 그 이야기로 찬사를 받지만, 모든 사람이 그녀를 믿는 것은 아니다. 라몬은 입대를 받아들이고 전쟁터로 떠나기 전 스텔라와 감동적인 작별 인사를 나눈다. 루스가 회복되자 스텔라는 척과 오기를 구출할 방법을 찾기 시작한다.

## 출연

### 주연
- 조 마가렛 콜렛티 - 스텔라 니콜스 역
- 마이클 가르자 - 라몬 모랄레스 역
- 오스틴 자주르 - 척 스타인버그 역
- 오스틴 에이브람스 - 토미 밀너 역

### 조연
- 가브리엘 러쉬 - 오기 힐더브란트 역
- 딘 노리스 - 로이 니콜스 역
- 로레인 투세인트 - 로우 로우 역
- 길 벨로우스 - 터너 역
- 캐슬린 폴라드 - 사라 벨로우스 역